# Sphecodina abbottii
Sphecodina abbottii is een vlinder uit de familie van de pijlstaarten (Sphingidae). De wetenschappelijke naam van de soort werd in 1821 gepubliceerd door William Swainson.

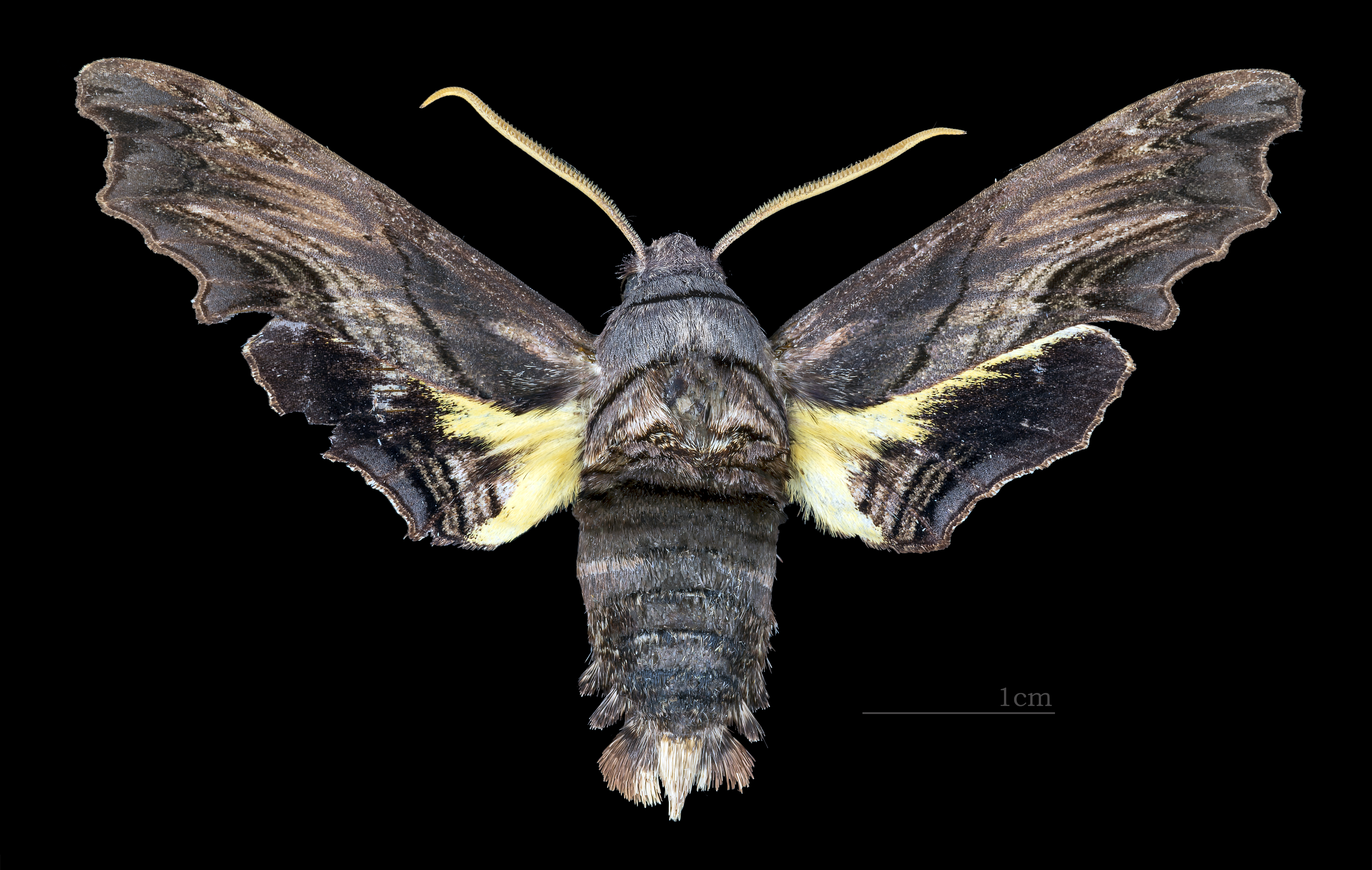
Sphecodina abbottii ♂
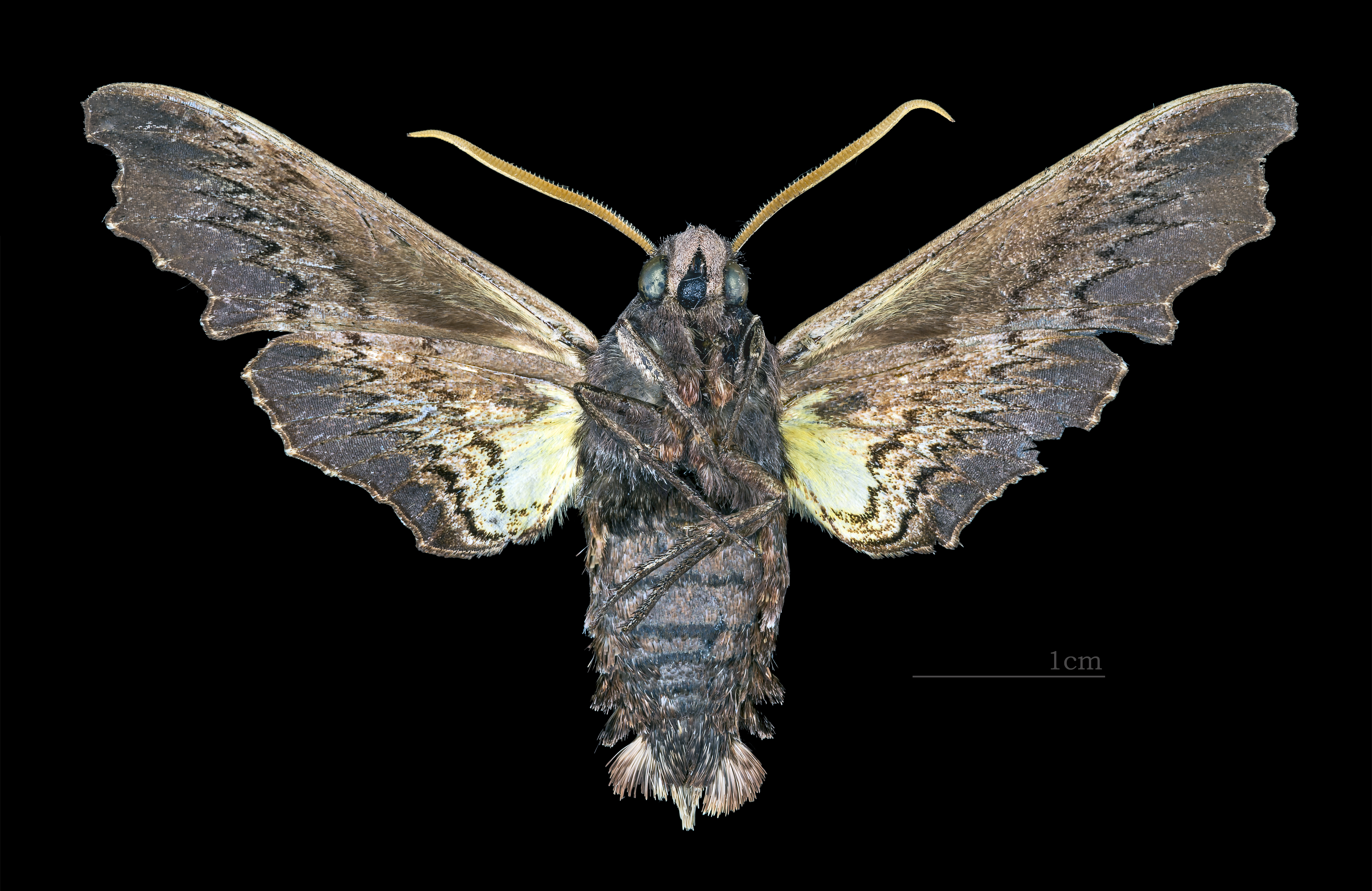
Sphecodina abbottii ♂  △